# Великое озеро (Московская область)
Великое — озеро в Кривандинском сельском поселении Шатурского района Московской области. Относится к группе Туголесских озёр. Соединено протоками с озёрами Глубоким, Долгим и Миловским.

## Физико-географическая характеристика
Площадь — 4,1 км² (410 га), длина — около 2490 м, ширина — около 2020 м. Берега озера плоские, заболоченные, покрыты торфом.
Глубина — 0,5-1,5 м, максимальная глубина достигает 4,2 м. Дно илистое, покрыто торфом. Вода торфяная с тёмно-коричневой окраской.
Озеро интенсивно зарастает. Среди водной растительности распространены камыш, тростник, стрелолист, ряска, элодея, рдесты, канадский рис, кубышка, рогоз, также встречается пушица, белокрыльник и земноводная гречиха. Озеро и прилежащие карьеры образуют зоологический заказник, здесь произрастают сфагнум тупой и подосиновик белый, занесённые в Красную книгу Московской области. В озере обитают два вида карася, ёрш, редко попадается верховка, карп, лещ и линь, весной из озера Долгое по протоке заходят щука, окунь, плотва. Некоторые виды рыб из-за загрязнения и зарастания озера исчезают. В окрестностях озера можно встретить жуков-носорогов, зенесённых в Красную книгу Московской области.